# Waldfriedhof Grünwald

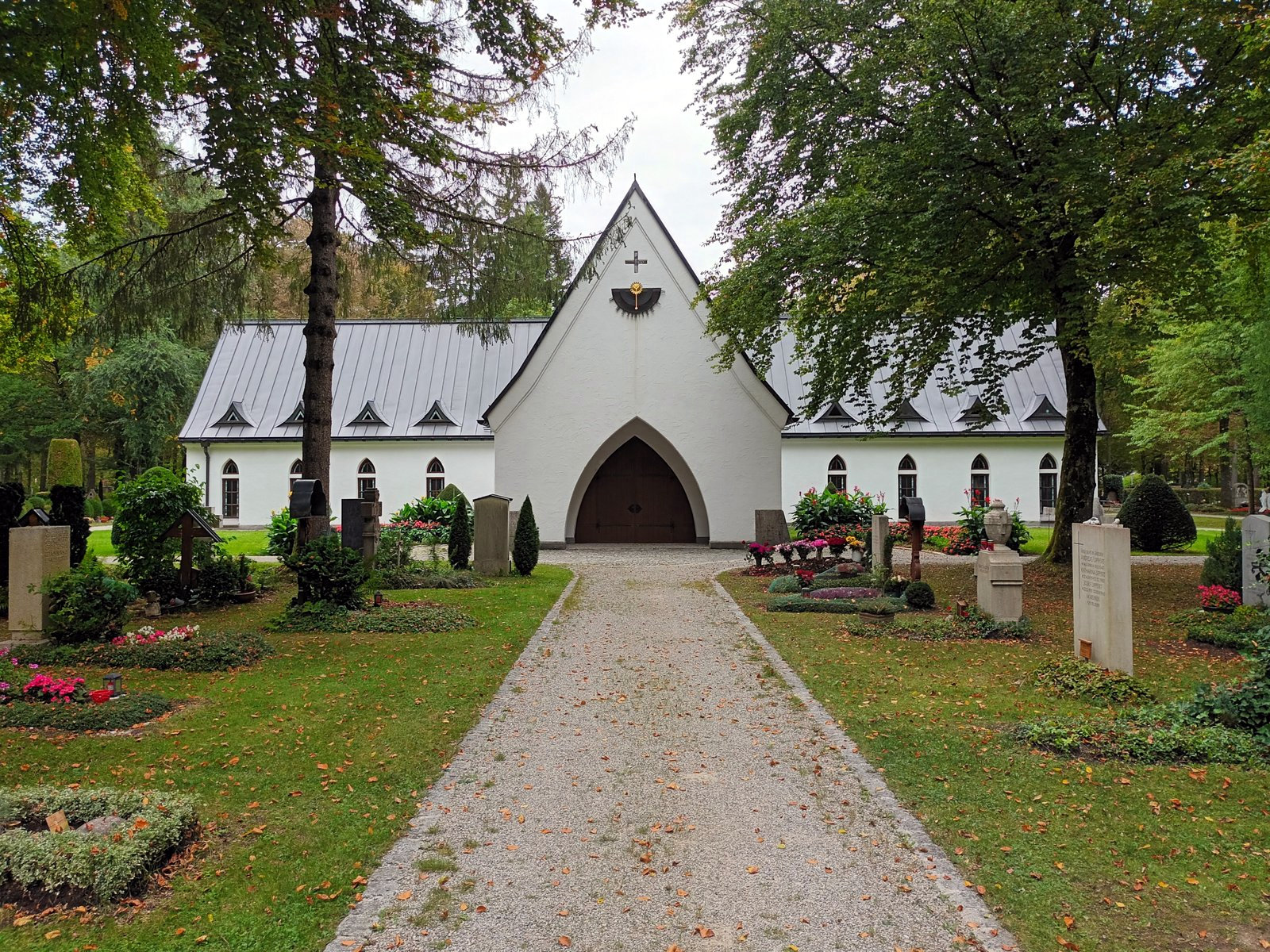
Die Aussegnungshalle des Waldfriedhofs

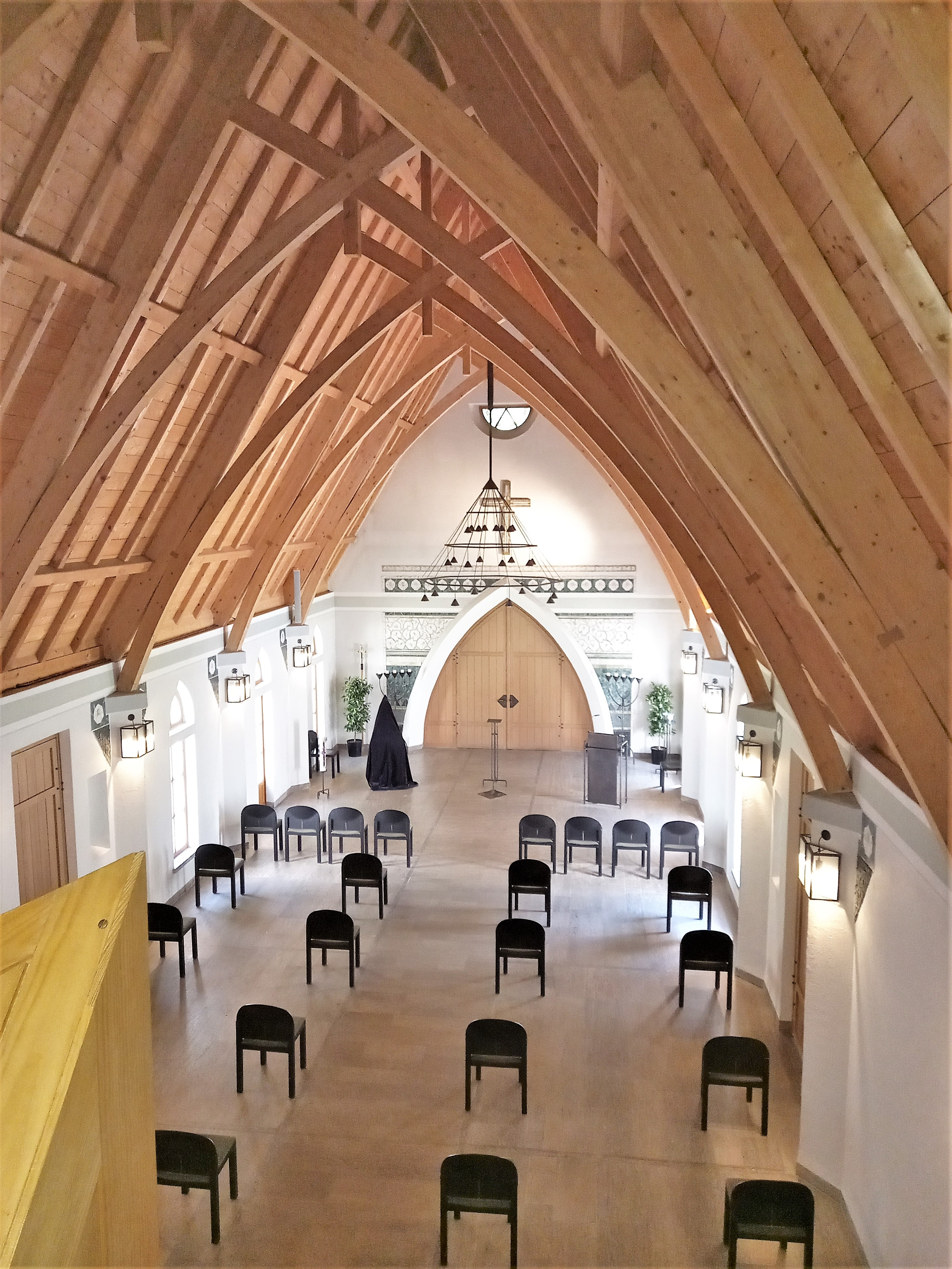
Innenansicht der Aussegnungshalle

Der Waldfriedhof Grünwald wurde an der Straße nach Bad Tölz (Tölzer Straße) im Süden der Gemeinde Grünwald in Oberbayern in den Jahren 1927/28 angelegt. Grünwald gilt als eine der exklusivsten Wohngegenden Deutschlands. Auf dem Gemeindegebiet liegen die Bavaria-Filmstudios, weshalb hier viele Schauspieler leben und beigesetzt werden.

## Gräber bekannter Persönlichkeiten
| - Wolfgang Becker - Hans-Joachim Böttrich - Kristina Böttrich-Merdjanowa - Lothar Brühne - Erik Charell - Niels Clausnitzer - Lil Dagover - Ludwig Delp - Helga Engel - Erich Engels - Hertha Feiler - Jürgen Feindt | - Josef von Ferenczy - Alexander Fischer und Ludmilla Fischer - Robert Freitag - Joachim Fuchsberger - Thomas Fuchsberger - Jacob Geis - Max Greger - Kurt Großkurth - Jan Groth - Margarete Haagen - Richard Häussler - Ullrich Haupt | - Robert Herlth - Carola Höhn - Alois Hundhammer - Friedrich Jahn - Herbert Jarczyk - Horst Jüssen - Joseph Keilberth - Franz Klarwein - Manfred Köhnlechner - Richard König - Margaretha Ley - Werner Lieven | - Eva Pflug - Willy Purucker - Helmut Ringelmann - Oskar Schnirch - Heinz Schorlemmer - Eugen Schuhmacher - Maria Sebaldt - Silvia Seidel - Josef Sieber - Harry R. Sokal - Eugen Thomass - Will Tremper - Luise Ullrich | - Michael Verhoeven - Gerd Vespermann - Joseph Vilsmaier - Alfred Walterspiel - Heinz Weiss - Georg Witt - Richard Fritz Wolf - Gertrud Wolle - Kurt Zentner |